# Turner Stevenson
Turner Ladd Stevenson (* 18. Mai 1972 in Prince George, British Columbia) ist ein ehemaliger kanadischer Eishockeyspieler und -trainer, der im Verlauf seiner aktiven Karriere zwischen 1988 und 2006 unter anderem 711 Spiele für die Canadiens de Montréal, New Jersey Devils und Philadelphia Flyers in der National Hockey League auf der Position des rechten Flügelstürmers bestritten hat. Seinen größten Karriereerfolg feierte Stevenson in Diensten der New Jersey Devils mit dem Gewinn des Stanley Cups im Jahr 2003.

## Karriere
Turner Stevenson begann seine Karriere als Eishockeyspieler bei den Seattle Thunderbirds, für die er von 1988 bis 1992 in der kanadischen Top-Juniorenliga Western Hockey League aktiv war. In diesem Zeitraum wurde er im NHL Entry Draft 1990 in der ersten Runde als insgesamt zwölfter Spieler von den Montréal Canadiens ausgewählt, für die er in der Saison 1992/93 sein Debüt in der National Hockey League gab, wobei er in einem Spiel punkt- und straflos blieb. Zunächst spielte der Angreifer jedoch in den ersten beiden Jahren im Franchise der Montréal Canadiens für deren Farmteam aus der American Hockey League, die Fredericton Canadiens. Nachdem der Rechtsschütze von 1994 bis 2000 Stammspieler in Montréal war, wurde er vom amtierenden Stanley-Cup-Gewinner New Jersey Devils verpflichtet, mit denen er zunächst in der Saison 2000/01 im Stanley-Cup-Finale an den Colorado Avalanche scheiterte. Zwei Jahre später erreichte Stevenson erneut mit seiner Mannschaft das Stanley-Cup-Finale, in dem er mit den Devils die Mighty Ducks of Anaheim schlug. Während des Lockout in der Saison 2004/05 pausierte der Kanadier zunächst mit dem Eishockey, ehe er nach Wiederaufnahme des Spielbetriebs in der NHL einen Dreijahresvertrag bei den Philadelphia Flyers unterschrieb. In der Saison 2005/06 konnte der ehemalige Juniorennationalspieler allerdings aufgrund einer Hüftverletzung nur 31 Spiele absolvieren. Aufgrund anhaltender Hüftprobleme musste er am 13. April 2007 sein Karriereende bekannt geben, woraufhin er seinen Vertrag mit den Flyers auflöste.
Während der Saison 2007/08 war Stevenson als Assistenztrainer für die Seattle Thunderbirds in der WHL aktiv, bei denen er seine Laufbahn als Spieler im Jahr 1988 begonnen hatte.

### International
Für Kanada nahm Stevenson an der Junioren-Weltmeisterschaft 1992 teil, bei der er mit seiner Mannschaft den sechsten Platz belegte.

## Erfolge und Auszeichnungen
- 1992 WHL West First All-Star Team
- 1992 CHL Second All-Star Team
- 1992 Memorial Cup All-Star Team
- 2003 Stanley-Cup-Gewinn mit den New Jersey Devils

## Karrierestatistik

### International
Vertrat Kanada bei:
- Junioren-Weltmeisterschaft 1992

(Legende zur Spielerstatistik: Sp oder GP = absolvierte Spiele; T oder G = erzielte Tore; V oder A = erzielte Assists; Pkt oder Pts = erzielte Scorerpunkte; SM oder PIM = erhaltene Strafminuten; +/− = Plus/Minus-Bilanz; PP = erzielte Überzahltore; SH = erzielte Unterzahltore; GW = erzielte Siegtore; 1 Play-downs/Relegation; Kursiv: Statistik nicht vollständig)